# World Psychiatry
World Psychiatry (дословно — «Мировая психиатрия») — медицинский журнал, освещающий исследования в области психиатрии. Это официальное издание Всемирной психиатрической ассоциации. Его издаёт международная издательская компания Wiley-Blackwell, а главным редактором является Марио Мадж.

## Индексирование
Согласно Journal Citation Reports, в 2022 году импакт-фактор журнала составил 73,3. Он занимает первое место из 155 журналов в категории «Психиатрия» и первое место из 144 журналов в категории «Индекс цитирования по общественным наукам».
Журнал индексируется в PubMed, Current Contents/Clinical Medicine, Current Contents/Social and Behavioral Sciences, Science Citation Index Expanded и Embase.
Помимо английской версии, журнал также доступен на арабском, китайском, французском, русском, испанском и турецком языках.